# Cooperativa Agroindustrial dos Produtores Rurais do Sudoeste Goiano
A Cooperativa Agroindustrial dos Produtores Rurais do Sudoeste Goiano (COMIGO) é uma cooperativa agroindustrial brasileira de Rio Verde, Goiás.
A cooperativa foi fundada em 1975, destinada a actuar no ramos das actividades ligadas ao agronegócio, tendo em vista o desenvolvimento económico, social e tecnológico de seus associados e participativos. Trata-se de uma cooperativa activa no mercado, e tem por objectivo a qualidade dos produtos e serviços que produz. A COMIGO conta com cerca de 4.000 cooperados e 1.600 funcionários. Seu atual presidente é Antonio Chavaglia.
Possui dez unidades de armazenamento, com capacidade estática total de 855.400 toneladas: Acreúna, Estrela Dalva, Indiara, Jataí, Montividiu, Paraíso, Paraúna, Rio Verde (a principal, com mais de um terço do total do armazenamento), Santa Helena de Goiás e Serranópolis. Possui também quatro postos de recepção: Cinquentão, Monte Alegre de Goiás, Ponte de Pedra e Rio Preto.
De acordo com a revista Balanço Anual 2002, publicada pelo Jornal Gazeta Mercantil, a COMIGO ocupava a 10ª posição no ranking nacional das cooperativa de todo o Brasil, era a 15ª maior empresa do Centro-Oeste e ocupava a 7ª posição entre as cooperativas singulares do país